# Soferim (Talmud)
Soferim (en hebreo: מסכת סופרים "escribas") (transliterado: Masejet Soferim ) es uno de los tratados menores del Talmud de Babilonia. El tratado se imprime normalmente al final del orden de Nezikín. Soferim trata sobre las leyes relacionadas con los escribas, y sobre las reglas que estos deben seguir para escribir correctamente un rollo de la Torá (Sefer Torah ). Soferim pertenece a los llamados tratados menores, un término aplicado alrededor de 15 obras de la literatura rabínica, cada una de ellas contiene un material importante sobre un único tema. Aunque son llamados tratados y tienen una estructura parecida a la Mishná, los temas que se discuten en ellos son tratados de una manera sistemática, ya que dichos tratados tiene un propósito básicamente práctico. Los tratados menores son los primeros manuales de halajá que contienen datos procedentes de diversas fuentes y que han sido resumidos de una manera breve y comprensiva.